# Homicide Hunter – Dem Mörder auf der Spur
Homicide Hunter (auch bekannt als Homicide Hunter: Lt. Joe Kenda) ist eine US-amerikanische Krimi-Dokumentarserie, die neun Staffeln lang mit insgesamt 144 Folgen auf dem Fernsehsender Investigation Discovery (ID) ausgestrahlt wurde.

## Geschichte
Joe Kenda, Mordermittler der Polizei in Colorado Springs, trat 1973 in die Polizei ein und wurde 1977 zum Detective befördert. Nach einigen Jahren im Bereich der Bearbeitung von Einbruchsdiebstählen wurde er in die Mordkommission berufen, nachdem er einen selbst für erfahrene Ermittler unlösbaren Fall aufklärte. Kenda gibt an, während seiner aktiven Laufbahn 387 Fälle gelöst zu haben.

## Handlung
Er erzählt in der Serie von den Mordfällen in lockerer und teils humoristischer Weise aus dem Off, während der Schauspieler und ehemalige Sheriff Carl Marino, mitsamt anderer Darsteller, die Szenen der Verbrechen sowie die darauffolgende Aufklärungsarbeit nachstellen. Zudem werden Zeugen und weitere Polizeibeamte sowie Staatsanwälte in Interviews während der Verbrechen eingeblendet.

## Ausstrahlung
Homicide Hunter feierte am 25. Oktober 2011 Premiere. Die neunte und letzte Staffel endete mit der abschließenden Folge am 29. Januar 2020. In Deutschland erfolgt die Ausstrahlung über Sat.1 Gold und die Online-Streaming-Plattform Joyn.

## Links
- Offizielle Facebook-Seite
- Homicide Hunter – Dem Mörder auf der Spur bei IMDb